# Tozitna
La rivière Tozitna est un cours d'eau d'Alaska, aux États-Unis située dans la  région de recensement de Yukon-Koyukuk. C'est un affluent  du fleuve Yukon.

## Description
Longue de 83 milles (134 km), elle prend sa source dans les montagnes Ray, et coule en direction du sud et de l'ouest entre les montagnes Ray et les montagnes Rampart pour se jeter dans le fleuve Yukon, à 10 milles (16 km) à l'ouest-sud-ouest de Tanana.
Son nom indien Tozi a été référencé pour la première fois par le personnel de l'expédition de la Western Union Telegraph en 1867 sous le nom Towshecargut. En 1869, le capitaine Raymond l'écrivait Tosekargut, et William Healey Dall la nommait Tosikakat, soit embouchure de Tozi.

## Sources
- (en) « Tozitna », Geographic Names Information System